# Israel Discount Bank
Israel Discount Bank (hebr. בנק דיסקונט לישראל בע"מ; TASE: DCST) – bank uniwersalny z siedzibą w Tel Awiwie w Izraelu. Spółka akcyjna notowana na Giełdzie Papierów Wartościowych w Tel Awiwie. Israel Discount Bank jest trzecim pod względem wielkości bankiem i najważniejszą grupą finansową w Izraelu. Bank oferuje pełne spektrum usług korporacyjnych i detalicznych produktów finansowych dla swoich klientów.
W Izraelu bank tworzy grupę finansową, która składa się z banków komercyjnych i firm finansowych działających w branżach kart kredytowych, bankowości inwestycyjnej, zarządzania usługami powierniczymi i leasingiem. Bank posiada także 25 % akcji First International Bank of Israel. Za granicą bank posiada sieć spółek zależnych, oddziałów i przedstawicielstw w Ameryce Północnej, Ameryce Łacińskiej i Europie. Israel Discount Bank New York jest największym izraelskim bankiem działającym poza Izraelem.

## Historia

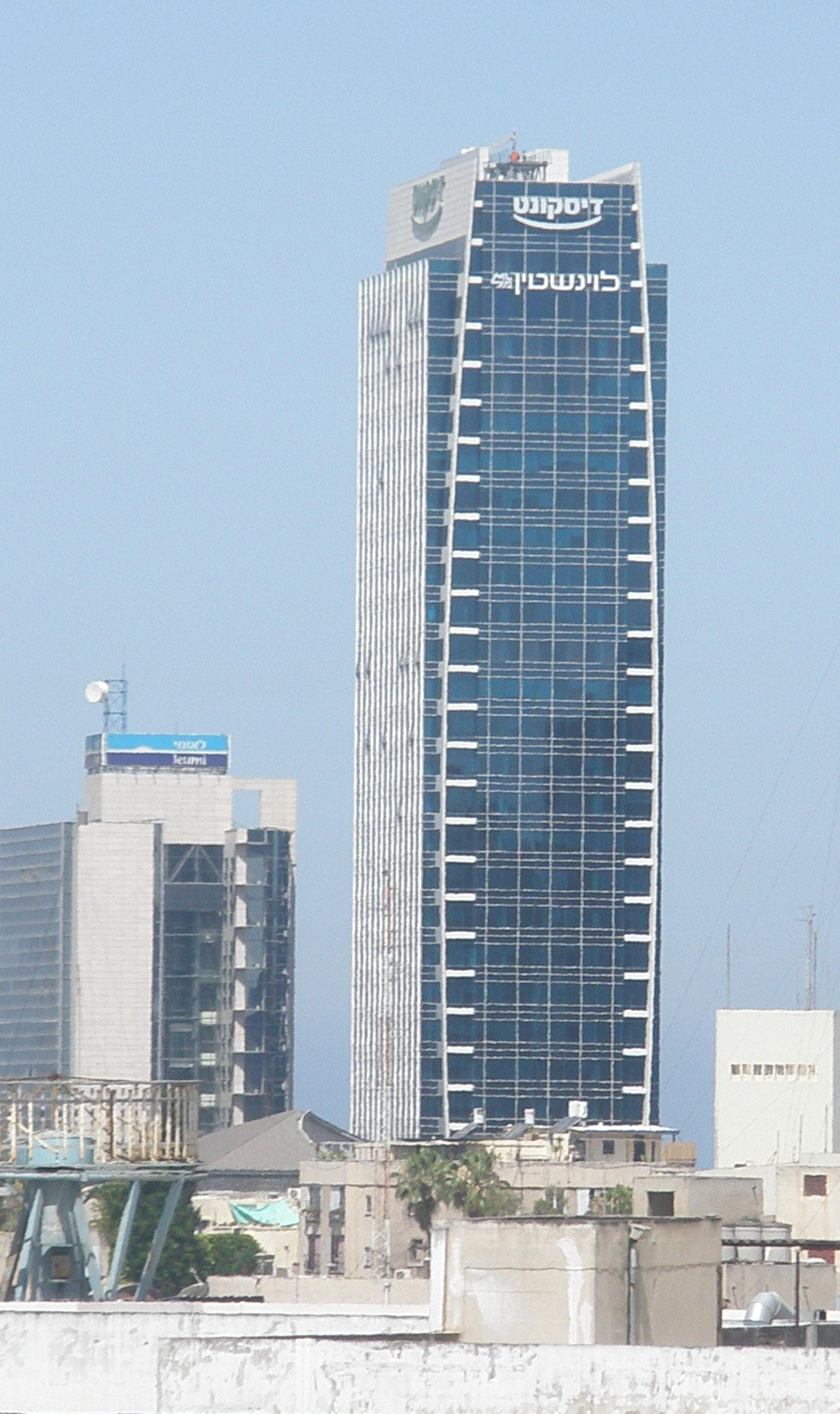
Bank Discount Tower w Tel Awiwie

Bank został założony 5 kwietnia 1935 w Tel Awiwie, w Mandacie Palestyny. Jego założycielem był nowy żydowski imigrant Leon Recanati, który stał na czele społeczności żydowskiej w Salonikach. Jego partnerami byli Josef Elbaz i Mosze Carasso. Bank pierwotnie nazywał się Eretz Israel Discount Bank i miał swoją pierwszą siedzibę w sklepie przy ulicy Jehuda Halevi 39 w Tel Awiwie. O wyjątkowości banku świadczył fakt, że od samego początku swojego istnienia był on otwarty dla klientów indywidualnych. W owym czasie, w Mandacie Palestyny funkcjonowało kilkadziesiąt banków, jednak każdy z nich nastawiony był wyłącznie na obsługę wybranych zamożnych klientów oraz przedsiębiorstw.
W 1943 bank otworzył swój pierwszy oddział w Jerozolimie, a w 1948 kolejny w Tel Awiwie. Był to okres szybkiego rozwoju gospodarki Mandatu Palestyny i Eretz Israel Discount Bank odgrywał w nim kluczową rolę. Bank stopniowo rozbudowywał swoją sieć oddziałów, przejmując pakiet kontrolny akcji Palestine Mercantile Bank, a następnie palestyńskie oddziały Ottoman Bank.
W 1949 bank otworzył swój pierwszy oddział w Hajfie. Na początku tego roku podjęto decyzję o rozpoczęciu przez bank ekspansji międzynarodowej. W tym samym 1949 otworzono pierwsze przedstawicielstwo zagraniczne, przy Piątej Alei w Nowym Jorku (Stany Zjednoczone). W 1958 otworzono pierwsze biuro w Ameryce Łacińskiej – w Montevideo (Urugwaj).
W 1952 zmieniono nazwę banku na obecną, Israel Discount Bank. W Izraelu bank skoncentrował swoją działalność na obsłudze klientów indywidualnych, oraz usługach finansowych dla małych i średnich przedsiębiorstw. Bardzo szybko bank zyskał wysoki poziom zaufania klientów, czego dowodem był szybki wzrost depozytów i kredytów.
W celu sfinansowania swojego szybkiego rozwoju, na początku 1963 bank zwrócił się w stronę rynków kapitałowych. W tym samym roku ukazała się pierwsza oferta publiczna banku na Giełdzie Papierów Wartościowych w Tel Awiwie, a w 1964 w Stanach Zjednoczonych. Dzięki pozyskaniu nowych finansów bank mógł dalej się rozwijać i w 1965 posiadał już 100. swoich krajowych oddziałów. W 1967 przejęto amerykański bank, tworząc Israel Discount Bank of New York. W 1980 był to jeden z największych banków w Stanach Zjednoczonych.
W ciągu następnych dwóch dekad bank kontynuował swoją ekspansję, otwierając oddział w Los Angeles, trzy oddziały na Florydzie, oddział w Londynie (Wielka Brytania), oraz przedstawicielstwa w Paryżu (Francja), Berlinie (Niemcy), Buenos Aires (Argentyna), Santiago (Chile) i São Paulo (Brazylia). Ponadto spółka zależna Israel Discount Bank of New York utworzyła Discount Bank Latin America z oddziałami w Montevideo i Punta del Este (Urugwaj), oraz przedstawicielstwami w Buenos Aires (Argentyna), Lima (Peru), Meksyk (Meksyk), Porto Alegre i Rio de Janeiro (Brazylia).
W 1972 był pierwszym izraelskim bankiem, który rozpoczął instalować zewnętrzne bankomaty.
W 1983 doszło do poważnego skandalu finansowego, w wyniku którego własność banku przeniesiono w ręce rządu Izraela. W 2006 kontrola nad bankiem powróciła w ręce prywatne, chociaż rząd utrzymał 31% udziałów. W 2006 kierownictwo banku wprowadziło się do nowej siedziby w nowoczesnym biurowcu Bank Discount Tower (wysokość 105 metrów) w Tel Awiwie. Koncepcja architektoniczna budynku wyraża potęgę finansową banku. 12 stycznia 2010 rząd sprzedał dodatkowe 5% akcji banku, zmniejszając swój udział do 25% akcji banku.